# علم سابا
علم سابا هو علم جزيرة سابا التابعة للملكة الهولندية. أقر هذا العلم في 6 ديسمبر من سنة 1985. قبل اختيار العلم تم ترشيح 130 تصميم، وفي النهاية اختير تصميم دانييل يوهانسن ذو الثماني عشر عاماً.
ليكون علم هذه الجزيرة. يوجد في مركز العلم نجمة خماسية ذهبية والتي تمثل جزيرة ساب، في حين ترمز الألوان الأحمر والأزرق والأبيض إلى الروابط التاريخية إلى هولندا وجزر الأنتيل الهولندية.